# Verdrag van Bayonne (1388)
Met het Verdrag van Bayonne in 1388 werd een einde gemaakt aan een conflict om de troon van Castilië. Het Verdrag werd getekend in Bayonne (Frankrijk).

## Conflict om de troon van Castilië
Het conflict om de troon van Castilië was ontstaan door de aanspraken van twee halfbroers. Dit waren enerzijds Hendrik II, een zoon van Alfons XI van Castilië uit diens verhouding met zijn minnares Leonor Núnez de Guzmán, en anderzijds Peter I (bijgenaamd De Wrede) een zoon van Alfons XI uit diens huwelijk met Maria van Portugal. 
In 1356 liep dit conflict uit op een burgeroorlog. Tot aan de dood van Peter I in 1369 werd door de halfbroers om de troon gestreden. Hendrik II wilde zijn troon daarna zeker stellen voor zijn zoon en opvolger Johan I (1358-1390). Hij wist zich echter opnieuw bedreigd door twee andere rivalen die aanspraak maakten op de troon. Dit waren Ferdinand I van Portugal (1345-1383), een achterkleinkind van Sancho IV van Castilië (via de vrouwelijke lijn), en Jan van Gent, hertog van Lancaster, getrouwd met Constance van Castilië (een dochter van Peter de Wrede). 
De vrede in het verdrag van 1388 werd bezegeld met een huwelijk tussen aspiranten voor de kroon van de twee tegengestelde kampen: Hendrik, (een zoon van Johan I van Castilië en Eleonora van Aragon), en Catharina van Lancaster (een dochter van Jan van Gent en Constance van Castilië). De prins en prinses krijgen de titel van prins van Asturië toegekend, een titel die vanaf die tijd gebruikt wordt voor de troonopvolgers van de kroon van Castilië en naderhand die van Spanje.
Jan van Gent ziet af van de troon in ruil voor een vergoeding van 600.000 gouden franken en een jaarlijkse vergoeding. 
Tevens werd in het verdrag besloten dat de kinderen van Peter de Wrede die gevangen waren gezet moesten worden vrijgelaten.

## Historisch verband op Europees niveau
Europa was in 1388 uitgeput, moe van de Honderdjarige Oorlog en de Zwarte Dood, en de strijdende partijen waren geneigd tot het sluiten van akkoorden.
De Engelsen hadden in de strijd tegen Frankrijk weinig belang bij een Spaanse tegenstander. De Fransen hadden op 12 juni een verdrag gesloten met Castilië voor het bijeenbrengen van een vlootexpeditie tegen Engeland. Anderzijds had Frankrijk in het voorjaar al onderhandeld met Jan van Gent om hem van zijn aanspraken van de troon van Castilië af te doen zien. 
In 1389 volgde het Verdrag van Leulinghen-Monçao tussen Engeland, Frankrijk, Castilië, Schotland, Bourgondië en Portugal,  en ook vanwege handelsbelangen van beide landen. Dit betekent een periode van relatieve rust in de Honderdjarige Oorlog, die duurde tot ca. 1415.